# Roll Up
"Roll Up" je drugi singl repera Wiz Khalife s njegovog debitantskog studijskog albuma Rolling Papers. Singl je objavljen 3. veljače 2011. godine. Tekst su napisali Wiz Khalifa i Kevin McCall, a producenti su Stargate. Videospot je snimljen na plaži Venice i u njemu se pojavljuje američka pjevačica Cassie. Na top ljestvici Billboard Hot 100 singl je debitirao na broju 48, a završna pozicija mu je bila 13. Do danas singl je prodan u milijun primjeraka samo u Sjedinjenim Američkim Državama.

## Popis pjesama
Digitalni download
1. "Roll Up" - 3:47

## Top ljestvice i certifikacije

### Top ljestvice
| Top ljestvice (2010. – 2011.) | Završna pozicija |
| ----------------------------- | ---------------- |
| Belgija (Ultratop)            | 18               |
| Belgija (Ultratop 40)         | 16               |
| Francuska (SNEP)              | 60               |
| Irska (IRMA)                  | 49               |
| Kanada (Canadian Hot 100)     | 56               |
| SAD (Billboard Hot 100)       | 13               |
| SAD (Hot R&B/Hip-Hop Songs)   | 7                |
| SAD (Pop Songs)               | 15               |
| SAD (Rap Songs)               | 2                |
| UK (UK R&B Chart)             | 13               |
| UK (UK Singles Chart)         | 42               |

### Certifikacije
| Država | Certifikacija |
| ------ | ------------- |
| SAD    | platinasta    |

## Povijest objavljivanja
| Država                     | Nadnevak         | Diskografska kuća | Format             |
| -------------------------- | ---------------- | ----------------- | ------------------ |
| Sjedinjene Američke Države | 3. veljače 2011. | Atlantic Records  | digitalni download |

## Vanjske poveznice
- Roll Up na YouTubeu